# Лінія життя (оповідання)
Лінія життя (англ. Life-Line) — перше опубліковане науково-фантастичне оповідання Роберта Гайнлайна. Воно відкриває цикл творів «Історія майбутнього». Журнал Astounding Science Fiction заплатив автору $70 за його публікацію.

## Сюжет
Маловідомий професор Пінеро винайшов прилад, що міг точно визначати дати народження та смерті конкретної людини. Незважаючи на те, що Академія наук не виявила зацікавленості до його приладу, Пінеро відкрив приватний бізнес по передбаченню дати смерті. Після того як цей бізнес здобув довіру у своїх клієнтів, великі страхові компанії почали виказувати невдоволення, і спробували через суд домогтися заборони «шарлатанської» діяльності професора.
Але суд не дозволив закрити бізнес Пінеро, і тоді страхові компанії перед загрозою банкротства вдались до крайніх заходів.

## Цитати
Уривок, що часто цитується при критиці права на інтелектуальну власність:
|  | У свідомості певних груп людей у цій країні вкорінилося думка, що тільки тому, що людина чи корпорація отримувала прибутки від суспільства багато років, то суди і уряд повинні гарантувати отримання цих прибутків і у майбутьньому, навіть якщо обставини змінилися і тепер це не є в інтересах суспільства. Ця дивна доктрина не підтримується ні законом, ні звичаєм. Ні корпорації, ні приватні особи не мають права просити суд зупинити годинник історії чи перевести його час назад. Оригінальний текст (англ.) There has grown in the minds of certain groups in this country the idea that just because a man or corporation has made a profit out of the public for a number of years, the government and the courts are charged with guaranteeing such a profit in the future, even in the face of changing circumstances and contrary to public interest. This strange doctrine is supported by neither statute or common law. Neither corporations or individuals have the right to come into court and ask that the clock of history be stopped, or turned back. |

Уривок про науку:
|  | У науці є лише два шляхи формування думки — науковий і схоластичний. Можна оцінювати експеримент або сліпо довіряти авторитетам. Для наукового розуму важливий тільки експериментальний доказ, а теорія — лише зручний опис, який потрібно відкинути, якщо він більше не відповідає експериментам. Для академічного розуму, авторитет — все, а факти відкидаються, якщо вони не відповідають теорії, що затверджена авторитетом. Оригінальний текст (англ.) There are but two ways of forming an opinion in science. One is the scientific method; the other, the scholastic. One can judge from experiment, or one can blindly accept authority. To the scientific mind, experimental proof is all important and theory is merely a convenience in description, to be junked when it no longer fits. To the academic mind, authority is everything and facts are junked when they do not fit theory laid down by authority. |